# Alfa Romeo Racing C41
Az Alfa Romeo C41 egy Formula–1-es versenyautó, amelyet az Alfa Romeo Racing tervezett és versenyeztetett a 2021-es Formula–1 világbajnokságon. Pilótái sorozatban harmadik éve a finn Kimi Raikkönen és az olasz Antonio Giovinazzi voltak, két verseny erejéig pedig Raikkönen helyett a lengyel Robert Kubica ugrott be.

## Áttekintés
Az autó tervezését kényszer szülte, ugyanis a koronavírus-járvány miatt az új szabályokat csak a 2022-es szezonban vezették be, ám a csapat már annak megfelelően elkezdte építeni a C40-es modellt. Mivel költségcsökkentési célból a csapatok a 2020-as konstrukcióikat megtarthatták és áttervezhették a 2021-es szezonra, így tett az Alfa Romeo is, tehát a C41 tulajdonképpen a C39-es áttervezése. A kasztni nevén nem módosítottak, így az a furcsa helyzet állt elő, hogy a C40-es típusnév kimaradt.

## A szezon
A csapat ebben az évben is meglehetősen gyenge volt, még az előző évi formájukhoz képest is. Többször alulmaradtak az egyre versenyképesebb Williamsekkel szemben, de gyakran a sereghajtó Haas is megszorongatta őket. Egészen a belga nagydíjig kiélezett volt a küzdelem a Williamsekkel, azonban azok akkorra annyi pontot gyűjtöttek, hogy a nyolcadik helyre való előrelépés gyakorlatilag ellehetetlenült. A holland és az olasz nagydíjon a visszavonulását bejelentő Raikkönen nem tudott elindulni (bár a holland futam első szabadedzésén még részt vett), helyette a csapat tesztpilótája, Robert Kubica ugrott be. Olaszországban Giovinazzi remek hétvégét futott, a szép eredményét egy, a rajt után nem sokkal bekövetkező baleset tette tönkre. Az orosz versenyen a visszatérő Raikkönen értékes pontokat szerzett, de később ezt a formáját nem tudta tartani, már csak egyszer szerzett pontot, illetve Giovinazzi a szaúdi futamon, lenyűgöző verseny után.
Miután eldőlt, hogy az idény végén mindkét pilóta elhagyja a csapatot (Raikkönen visszavonul, Giovinazzitól megválnak), speciális, őket köszöntő festéssel indultak a szezonzáró nagydíjon. A verseny azonban kiábrándítóan alakult számukraː Raikkönen fékjei elfüstöltek és az autója úgy megsérült, hogy nem tudta folytatni a futamot, míg Giovinazzi műszaki hiba miatt esett ki).

## Eredmények
| Év   | Csapat                  | Motor         | Gumik | Pilóták            | Futamok | Futamok    | Futamok    | Futamok       | Futamok | Futamok      | Futamok       | Futamok      | Futamok  | Futamok        | Futamok      | Futamok | Futamok   | Futamok     | Futamok     | Futamok     | Futamok          | Futamok | Futamok  | Futamok | Futamok      | Futamok                 | Pontok | Helyezés |
| Év   | Csapat                  | Motor         | Gumik | Pilóták            | Bahrein | San Marino | Portugália | Spanyolország | Monaco  | Azerbajdzsán | Franciaország | Stájerország | Ausztria | Nagy-Britannia | Magyarország | Belgium | Hollandia | Olaszország | Oroszország | Törökország | Egyesült Államok | Mexikó  | Brazília | Katar   | Szaúd-Arábia | Egyesült Arab Emírségek | Pontok | Helyezés |
| ---- | ----------------------- | ------------- | ----- | ------------------ | ------- | ---------- | ---------- | ------------- | ------- | ------------ | ------------- | ------------ | -------- | -------------- | ------------ | ------- | --------- | ----------- | ----------- | ----------- | ---------------- | ------- | -------- | ------- | ------------ | ----------------------- | ------ | -------- |
| 2021 | Alfa Romeo Racing Orlen | Ferrari 065/6 | P     | Antonio Giovinazzi | 12      | 14         | 12         | 15            | 10      | 11           | 15            | 15           | 14       | 13             | 13           | 13      | 14        | 13          | 16          | 11          | 11               | 11      | 14       | 15      | 9            | KI                      | 13     | 9.       |
| 2021 | Alfa Romeo Racing Orlen | Ferrari 065/6 | P     | Kimi Räikkönen     | 11      | 13         | KI         | 12            | 11      | 10           | 17            | 11           | 15       | 15             | 10           | 18      |           |             | 8           | 12          | 13               | 8       | 12       | 14      | 15           | KI                      | 13     | 9.       |
| 2021 | Alfa Romeo Racing Orlen | Ferrari 065/6 | P     | Robert Kubica      |         |            |            |               |         |              |               |              |          |                |              |         | 15        | 14          |             |             |                  |         |          |         |              |                         | 13     | 9.       |

- † – Nem fejezte be a futamot, de rangsorolva lett, mert teljesítette a versenytáv 90%-át.